# Sattenapalle
Sattenapalle är en ort i Indien.   Den ligger i distriktet Guntūr och delstaten Andhra Pradesh, i den södra delen av landet, 1 400 km söder om huvudstaden New Delhi. Sattenapalle ligger 78 meter över havet och antalet invånare är 53 603.
Terrängen runt Sattenapalle är mycket platt. Runt Sattenapalle är det tätbefolkat, med 356 invånare per kvadratkilometer. Sattenapalle är det största samhället i trakten. Trakten runt Sattenapalle består till största delen av jordbruksmark.